# Rada Ministrów Spraw Zagranicznych
Rada Ministrów Spraw Zagranicznych – organ powołany na konferencji poczdamskiej w 1945 roku w celu przygotowania propozycji regulacji pokojowych po II wojnie światowej. Jej utworzenie było pomysłem strony amerykańskiej. W jej skład weszli przedstawiciele mocarstw – USA, ZSRR, Wielkiej Brytanii, Francji i Chin. Rada doprowadziła do wypracowania traktatów pokojowych z byłymi sojusznikami III Rzeszy, jednak niedoprecyzowanie procedur postępowania wywoływało liczne spory interpretacyjne w jej łonie. Do prac dopuszczono także kraje niebędące stronami rozejmów z pokonanymi państwami – w zakresie spraw bezpośrednio ich dotyczących. Ostatecznie traktaty wypracowane przez konferencję pokojową 21 państw zostały zatwierdzone przez Radę Ministrów Spraw Zagranicznych 11 grudnia 1946.